# GNRHR2
GNRHR2, gonadotropin-oslobađajući hormonski receptor II, je protein koji je kod ljudi kodiran GNRHR2 genom.
Receptor gonadotropin oslobađajućeg hormona 2 (GnRH2) je G protein spregnuti receptor, koji je kodiran GnRHR2 genom kod ne-hominoidnih primata i ne-sisarskih kičmenjaka. Kod ljudi, N-terminus protein ima pomeranje okvira čitanja sekvence i prerani stop kodon. Mada dolazi do transkripcije, još uvek nije potpuno razjašnjeno da li je receptor funkcionalan. Alternativne splajsne varijante su poznate. Nentranskribovani GnRHR2 pseudogen takođe postoji na hromozomu 14.

## Literatura
1. ↑  Faurholm B, Millar RP, Katz AA (2001). „The genes encoding the type II gonadotropin-releasing hormone receptor and the ribonucleoprotein RBM8A in humans overlap in two genomic loci”. Genomics. 78 (1–2): 15—8. PMID 11707068. doi:10.1006/geno.2001.6650.
2. 1 2  „Entrez Gene: GNRHR2 gonadotropin-releasing hormone (type 2) receptor 2”.

## Dodatna literatura
- Neill JD (2002). „GnRH and GnRH receptor genes in the human genome”. Endocrinology. 143 (3): 737—43. PMID 11861490. doi:10.1210/en.143.3.737.
- Millar R; Conklin D; Lofton-Day C;  . (1999). „A novel human GnRH receptor homolog gene: abundant and wide tissue distribution of the antisense transcript”. J. Endocrinol. 162 (1): 117—26. PMID 10396028. doi:10.1677/joe.0.1620117.
- Neill JD, Duck LW, Sellers JC, Musgrove LC (2001). „A gonadotropin-releasing hormone (GnRH) receptor specific for GnRH II in primates”. Biochem. Biophys. Res. Commun. 282 (4): 1012—8. PMID 11352653. doi:10.1006/bbrc.2001.4678.
- van Biljon W; Wykes S; Scherer S;  . (2003). „Type II gonadotropin-releasing hormone receptor transcripts in human sperm”. Biol. Reprod. 67 (6): 1741—9. PMID 12444048. doi:10.1095/biolreprod.101.002808.
- Morgan K; Conklin D; Pawson AJ;  . (2003). „A transcriptionally active human type II gonadotropin-releasing hormone receptor gene homolog overlaps two genes in the antisense orientation on chromosome 1q.12”. Endocrinology. 144 (2): 423—36. PMID 12538601. doi:10.1210/en.2002-220622.
- Pawson AJ; Maudsley S; Morgan K;  . (2005). „Inhibition of human type i gonadotropin-releasing hormone receptor (GnRHR) function by expression of a human type II GnRHR gene fragment”. Endocrinology. 146 (6): 2639—49. PMID 15761034. doi:10.1210/en.2005-0133.
- Eicke N; Günthert AR; Viereck V;  . (2005). „GnRH-II receptor-like antigenicity in human placenta and in cancers of the human reproductive organs”. Eur. J. Endocrinol. 153 (4): 605—12. PMID 16189182. doi:10.1530/eje.1.02005.
- Ikemoto T, Park MK (2006). „Comparative genomics of the endocrine systems in humans and chimpanzees with special reference to GNRH2 and UCN2 and their receptors”. Genomics. 87 (4): 459—62. PMID 16406723. doi:10.1016/j.ygeno.2005.11.005.
- Parker JD, Malik M, Catherino WH (2007). „Human myometrium and leiomyomas express gonadotropin-releasing hormone 2 and gonadotropin-releasing hormone 2 receptor”. Fertil. Steril. 88 (1): 39—46. PMID 17296196. doi:10.1016/j.fertnstert.2006.11.098.

## Spoljašnje veze
- „Gonadotrophin-Releasing Hormone Receptors: GnRH2 Receptor”. IUPHAR Database of Receptors and Ion Channels. International Union of Basic and Clinical Pharmacology. Архивирано из оригинала 03. 03. 2016. г.